# Campeonato nacional de Estados Unidos 1946
Lista de los campeones del Campeonato nacional de Estados Unidos de 1946:

## Senior

### Individuales masculinos
Jack Kramer vence a  Tom Brown, 9–7, 6–3, 6–0

### Individuales femeninos
Pauline Betz Addie vence a  Patricia Canning Todd, 11–9, 6–3

### Dobles masculinos
Gardnar Mulloy /  Bill Talbert vencen a  Don McNeill /  Frank Guernsey, 3–6, 6–4, 2–6, 6–3, 20–18

### Dobles femeninos
Louise Brough /  Margaret Osborne vencen a  Patricia Todd /  Mary Arnold Prentiss, 6–1, 6–3

### Dobles mixto
Margaret Osborne /  Bill Talbert vencen a  Louise Brough /  Robert Kimbrell, 6–3, 6–4
| Predecesor: 1945                         | Campeonato nacional de Estados Unidos 1946 | Sucesor: 1947                         |
| Predecesor: Campeonato de Wimbledon 1946 | Grand Slam 1946                            | Sucesor: Campeonato de Australia 1947 |

- Datos: Q2409989